# Рочестерський собор
Соборна церква Христа і Діви Марії — романська церква, розташована в англійському місті Рочестер, графство Кент. Єпархія є другою за віком в Англії, старша за неї тільки в Кентербері. Будівництво собору було розпочато у 1080 році.

## Історія
Єпархія в Рочестері заснована Юстом Кентерберійським, який був одним із місіонерів, котрі супроводжували Святого Августина Кентерберійського у намаганні перетворити язичництво в християнство на початку VII століття. На посаді першого єпископа Рочестера, Юсту було надано дозвіл від короля Етельберта І Кентського збудувати в місті церкву. Зведена культова споруда обслуговувалася священниками, які навчалися при цьому ж соборі. Також церкві були передані землі поблизу міста, на даний час ті місця називаються Прістфілд.
Місто сильно постраждало від набігів мерсійців у 676 році й вікінгів у X столітті, але зберегло своє стратегічне значення; коли Вільгельм I завоював Англію в 1066 році, він віддав церкву разом з маєтком своєму соратнику Одо. Після цього церква стала майже злиденною, й ситуація змінилася тільки в 1082 році, коли Ланфранк, архієпископ Кентерберійський, зміг повернути частину земель, які раніше належали церкві.
Важливу роль у становленні церкви відіграв також єпископ Рочестера Гандальф (лат. Gundulf of Rochester, Gundulph). Він, як талановитий архітектор, вважається ключовою фігурою в проектуванні і будівництві Рочестерського собору.
У 1825 році під керівництвом англійського архітектора та реставратора Льюїса Нокальса Коттінгема була проведена реставрація собору.

## Дзвони
Рочестерський собор має кільце з 10 дзвонів. Всі вони були відлиті в 1921 році, деякі з них — як пам'ятники для людей, загиблих у Першій світовій війні. Найважчий дзвін важить 30 центнерів і 14 фунтів.